# Morinia skufyini
Morinia skufyini är en tvåvingeart som beskrevs av Khitsova 1983. Morinia skufyini ingår i släktet Morinia och familjen spyflugor. Inga underarter finns listade i Catalogue of Life.